# Clubiona bagerhatensis
Clubiona bagerhatensis là một loài nhện trong họ Clubionidae.
Loài này thuộc chi Clubiona. Clubiona bagerhatensis được Biswamoy Biswas & Dinendra Raychaudhuri miêu tả năm 1996.